# 남동부 대서양림 보호지역
남동부 대서양림 보호지역(포르투갈어:Serra do Mar)는 해안가 산악지대를 뜻하는 명칭이다. 브라질 남동부에 상 파울루 주부터 파하나 주까지 위치한 약 1,500km 길이의 산악 지대와 급경사들을 포괄해서 부르는 지역이며, 대서양과 마주보고 있다. 가장 높은 곳은 파하나 주에 있는 지점으로, 해발 약 1,877m이다. 열대 우림에 다른 곳과는 다른 특이한 생태계가 형성되어 있어 생물학적으로 보존 가치가 높다고 인정되어 1999년에 유네스코지정 세계 문화 유산이 되었다.

## 같이 보기
- 대서양림